# Tahya Misr (1001)
A Tahya Misr (تحيا مصر) é uma fragata multifunção da classe FREMM em serviço nas Forças Navais do Egito. Originalmente construída como Normandie, da classe Aquitaine, foi adquirida pelo Egito e posteriormente renomeada.

## Desenvolvimento e design
Três variantes originais da classe FREMM foram propostas: uma versão antissubmarino (ASW), uma de uso geral (GP) e uma de ataque terrestre (AVT), com o objetivo de substituir as classes de fragatas existentes nas marinhas da França e da Itália. A previsão inicial era a construção de 27 navios, 17 para a França e 10 para a Itália, além da intenção de exportações. No entanto, cortes orçamentários e mudanças nos requisitos reduziram significativamente o número de unidades francesas, enquanto o pedido italiano permaneceu inalterado. A variante de ataque terrestre (AVT) acabou sendo cancelada.
Em 16 de fevereiro de 2015, a Marinha Egípcia encomendou uma fragata FREMM para ser incorporada antes da inauguração do Novo Canal de Suez, como parte de um pacote maior (que incluía 24 caças Rafale e fornecimento de mísseis), avaliado em US$ 5,9 bilhões (€ 5,2 bilhões). Por restrições de exportação, equipamentos sensíveis como o lançador SYLVER A70 VLS e o sistema de guerra eletrônica NETTUNO-4100 foram removidos. A tripulação egípcia é composta por cerca de 126 militares, enquanto a versão francesa opera com 108. A antena SATCOM destinada ao sistema francês Syracuse também foi retirada, sendo substituída por um sistema de telecomunicações via satélite próprio do Egito, fornecido pela Airbus Defence and Space em parceria com a Thales Alenia Space. A partir de março de 2015, a DCNS iniciou o treinamento da tripulação egípcia e, junto com seus parceiros, acompanhou a operação do navio por 15 meses.

## Construção e carreira
Para cumprir os prazos do Egito, a França ofereceu enviar a fragata Normandie, originalmente destinada à Marinha Nacional Francesa. Em 23 de junho de 2015, a fabricante naval francesa DCNS transferiu a fragata FREMM para a Marinha Egípcia, renomeando-a como Tahya Misr (“Vida Longa ao Egito”). A cerimônia de entrega contou com a presença do ministro da Defesa do Egito, general Sedki Sobhy, do ministro da Defesa da França, Jean-Yves Le Drian, do comandante da Marinha Egípcia, almirante Osama Rabie, do chefe da Marinha Francesa, almirante Bernard Rogel, e do CEO da DCNS, Hervé Guillou.
A Tahya Misr navegou pela primeira vez sob bandeira egípcia em 24 de junho de 2015 e, como capitânia da frota, participou da inauguração do novo Canal de Suez em 6 de agosto do mesmo ano.
Em agosto de 2018, a Tahya Misr realizou um exercício conjunto com a fragata italiana Carlo Margottini, que retornava da Operação Atalanta no Oceano Índico.